# Garagoumsa
Garagoumsa est une commune rurale du Niger, département de Takeita, région de Zinder.

## Géographie
La localité de Takiéta est située sur la route nationale 1 à 53 km à l'ouest du chef-lieu régional Zinder.
| Maïjirgui | Ourafane   |            |
| Maïjirgui | Garagoumsa | Tirmini    |
| Korgom    | Kantché    | Ichirnaoua |

## Histoire
La commune rurale de Garagoumsa est instaurée en 2002, le poste administratif de Takeita est séparé du département de Mirriah en 2011 et donne naissance au département de Takeita.

## Population
Lors du recensement général de 2012, la population communale est relevée à 69 028 habitants, dont 8 554 habitants pour la localité principale.

## Localités
La commune s'étend sur 41 villages, 49 hameaux et 25 camps à l'est du département de Takiéta.

## Services et infrastructures
- Centre de Santé Intégré (CSI) à Takiéta[5].
- Collège d'enseignement général (CEG) à Takiéta.
- Collège d'enseignement technique (CET) à Takiéta.
- Centre de formation des métiers (CFM) à Takiéta.